# Bechyňský potok
Bechyňský potok je levostranný přítok řeky Lužnice. Délka jeho toku je 20,8 km. Plocha povodí měří 123,1 km², průměrná nadmořská výška toku je 443 m.

## Průběh toku
Potok pramení uprostřed polí mezi vesnicemi Všechlapy, Dudov a Třebelice v katastru městyse  Malšice v místě zvaném žluté hory asi 5 km severovýchodně od obce Sudoměřice u Bechyně – 4 km západně od obce Želeč v prostoru nad Vyhnanickými rybníky (Velký Vyhnanický, Panianin rybník). Dále míří na jih a napájí Starý hlavatecký rybník, Nový hlavatecký rybník a Rytířský rybník na severovýchodním okraji rozlehlé Černické obory. Na břehu Nového rybníka se pak nachází přírodní památka Kutiny. Dál míří k jihovýchodu kolem vesnice Svinky, protéká známou blatskou Vlastiboří, přebírá vodu z okolních menších rybníků, teče pod vsí Záluží Veseckým lesem, východně od Borkovických blat. Před Veselím nad Lužnicí ( jihozápadně od Žíšova) na 3,1 říčním kilometru přijímá Bechyňský potok zprava vodu z dlouhé Blatské stoky, která protéká Mažickými a Borkovickými blaty (Mažice, Borkovice), velkou a hlavní regionální drenážní oblastí. Níže po proudu ústí zprava do Bechyňského potoka od jihu přitékající Domavelská stoka.
Ve Veselí nad Lužnicí – na severním okraji (u přemostění silnice E55 – obchvatu) se vlévá Bechyňský potok zleva do Lužnice.